# 福维莱
福维莱（法語：Fauvillers，法語發音：[fovile]）是比利时瓦隆大区盧森堡省巴斯托涅区的一个市镇，东与卢森堡大公国接壤，通行法语，是比利时法语社群的一部分，面积74.11平方千米，人口2,253人（2018年1月1日）。

## 地名
该地名“Fauvillers”发音为[fovile]，末尾字母“s”不发音，《世界地名翻译大辞典》与《世界地名译名词典》将其误译作“福维莱尔”。